# Pere Taillant
Pere Taillant (Pià, Rosselló, 17 de febrer de 1937 - 1 de gener de 1998) fou un escriptor i activista cultural nord-català. Va estudiar dret i treballà com a inspector de correus. Simultàniament, interessat per la cultura catalana, des de 1983 va radiar a l'emissora Ràdio Val Dadou (Graulhet, Tarn) els dimarts a la tarda el programa Català per a tots, i va publicar articles a les revistes Conflent i Almanac Català del Rosselló (del Grup Rossellonès d'Estudis Catalans). Ha col·laborat en estudis de recerca sobre tradicions culturals rosselloneses. En 1978 fou guardonat a les Festes Populars de Cultura Pompeu Fabra celebrades a Prada de Conflent. També va rebre el premi Realmont de poesia. En 1997 fou guardonat amb el Premi Joan Blanca per l'ajuntament de Perpinyà juntament amb Renada Laura Portet.

## Obres
- Engrunes de poesia. Valdariás: Vent Terral, 1987[5]